# Reidar Liaklev
Reidar Kristofer Liaklev, född 15 juli 1917 i Jaren, död 1 mars 2006 i Jaren, var en norsk skridskoåkare.
Liaklev blev olympisk guldmedaljör på 5 000 meter vid vinterspelen 1948 i Sankt Moritz.